# Erechthias crypsimima
Erechthias crypsimima är en fjärilsart som beskrevs av Edward Meyrick 1920. Erechthias crypsimima ingår i släktet Erechthias och familjen äkta malar. Inga underarter finns listade i Catalogue of Life.